# Gurnam Singh
Gurnam Singh (Punjab, 16 agosto 1931 – Giacarta, 7 dicembre 2006) è stato un mezzofondista e maratoneta indonesiano, più volte medaglia d'oro ai Giochi asiatici.